# Marakwet
Marakwet är ett av Kenyas 71 administrativa distrikt, och ligger i provinsen Rift Valley. År 1999 hade distriktet 140 629 invånare. Huvudorten är Kapsowar. I Marakwet bedrivs sedan långt före kolonialismen ett lokalt utvecklat bevattningsjordbruk, med ett omfattande system av kanaler som hämtar sitt vatten från perenna floder.